# Palavas-les-Flots
Palavas-les-Flots é uma comuna francesa na região administrativa da Occitânia, no departamento de Hérault. Estende-se por uma área de 2.38 km², e possui 5.903 habitantes, segundo o censo de 2018, com uma densidade de 2.500 hab/km².